# Ciuffenna
Il Ciuffenna è un torrente della provincia di Arezzo.

## Percorso
Nasce dai monti del Pratomagno, presso il varco di Castelfranco (1267 m s.l.m.), dalla confluenza di due rami sorgentizi. I due rami si uniscono poco prima dell'abitato di Loro Ciuffenna dove il torrente scorre in una profonda gola scavata tra le rocce. Bagna poi Terranuova Bracciolini e si getta nel fiume Arno dopo un corso di 22 km. Lungo il suo corso il torrente attraversa zone di notevole interesse artistico e paesaggistico.

## Fauna ittica
Nei due rami superiori del torrente si riscontra il classico habitat superiore della trota, in cui si osservano esemplari di trota fario, spesso associati ad esemplari di vairone. Dalla confluenza dei due rami, fino a circa un chilometro dopo la fine dell’attuale zona a Salmonidi, si incontra il tratto inferiore della trota, dove il salmonide si rinviene durante tutto l’arco dell’anno, ma la sua preponderanza numerica si riduce a favore di specie come il barbo tiberino, il cavedano etrusco, il ghiozzo etrusco o di ruscello e la rovella. Il restante tratto, fino alla foce in Arno, ha le caratteristiche della zona del barbo, con numerosi esemplari di cavedano comune, lasca, rovella e barbo tiberino. Durante il campionamento sono stati anche catturati due esemplari di tinca; la presenza di questo ciprinide limnofilo deve essere attribuita più all’effetto delle semine che ad una naturale vocazione del torrente per il loro sviluppo.